# Mike Espy
Alphonso Michael Espy dit Mike Espy, né le 30 novembre 1953 à Yazoo City (Mississippi), est un homme politique américain. Membre du Parti démocrate, il est représentant du Mississippi entre 1987 et 1993 puis secrétaire à l'Agriculture entre 1993 et 1994 dans l'administration du président Bill Clinton.

## Biographie

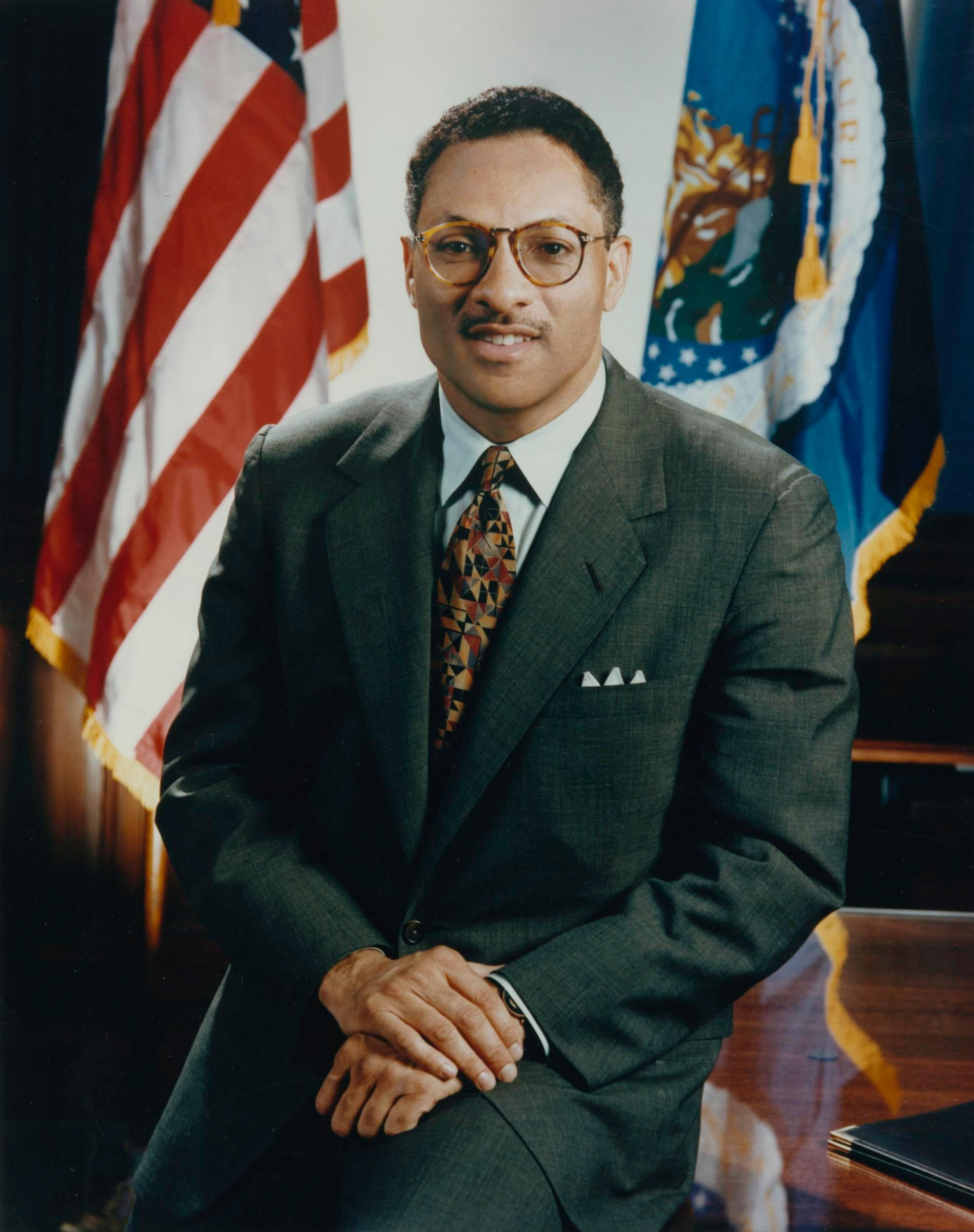
Mike Espy en 1994.

Candidat à l’élection sénatoriale partielle de 2018 dans le Mississippi, il obtient 46,1 % des suffrages au second tour, étant battu par la sénatrice républicaine sortante, Cindy Hyde-Smith.